# Arnoud Rodenburg
A.J. (Arnoud) Rodenburg (10 oktober 1969) is een Nederlandse bestuurder en CDA-politicus.

## Biografie
Rodenburg volgde de economisch-juridische richting aan de Hogeschool voor Economische Studies in Rotterdam met als differentiatie bank- en verzekeringswezen. Vanaf 1991 was hij betrokken politiek bij de Rotterdamse deelgemeente Overschie, eerst als raadslid, vanaf 1993 als portefeuillehouder en vanaf 2002 als voorzitter van die deelgemeente. In juli 2004 werd hij benoemd tot burgemeester van de aangrenzende gemeente Midden-Delfland. Hij volgde daarmee John de Prieëlle op die sinds de vorming van die gemeente op 1 januari van dat jaar daar waarnemend burgemeester was geweest. 
Rodenburg was ook de eerste vicevoorzitter van Cittaslow International en voorzitter van Cittaslow Nederland. De gemeente Midden-Delfland maakt sinds 2008 deel uit van dit netwerk van gemeenten die kwaliteit hoog op de agenda hebben staan. Ondanks dat de vertrouwenscommissie hem unaniem voor een derde termijn had voorgedragen, stemde op 26 januari 2016 een meerderheid van de gemeenteraad tegen een  derde herbenoeming. Na interventie van de commissaris van de Koning stemde de gemeenteraad alsnog in met een derde termijn.
Rodenburg is per 1 juli 2022 gestopt als burgemeester van Midden-Delfland. Bij zijn afscheid op 25 juni van dat jaar in de Oude Kerk in Maasland werd hij Ridder in de Orde van Oranje-Nassau. Op 1 juli van dat jaar werd Bram van Hemmen waarnemend burgemeester van Midden-Delfland.  
Rodenburg is vader van twee dochters. 